# Kraśnik
Kraśnik [ˈkraɕɲik] es una ciudad del este de Polonia, y una de las principales localidades del voivodato de Lublin. Kraśnik fue fundada al unificarse dos pequeños asentamientos: Kraśnik Lubelski y Kraśnik Fabryczny; ambos del siglo XIII. Es la capital del Condado de Kraśnik.

## Historia
El área de Kraśnik estaba poblada desde el siglo XIII, y la ciudad recibió su carta de la ciudad en 1377, por el rey Luis I, al unificarse las dos villas de Lubelski y Fabryczny en una sola: Kraśnik. En ese momento pertenecía a Voivodato de Sandomierz, uno de los dos voivodatos de Pequeña Polonia. 
Debido a su estratégica posición entre Silesia y Kiev, Kraśnik era un importante centro de comercio en el siglo XIV controlada por la familia Gorajski. En 1403 se inició la construcción de la iglesia parroquial de San Pablo, aunque la ciudad pasó a manos de la familia Tęczyński. Posteriormente, perteneció a otras casas como la de Radziwill, y en 1604 al hetman polaco Juan Zamoyski. La ciudad sufre varios incendios entre el siglo XVI, además de ser destruida por los suecos en 1657, durante El Diluvio.
Desde el siglo XIV, Kraśnik estaba rodeada por una muralla, construidas por iniciativa de Juan Tęczyński, pero éstas se derrumbaron con el paso de los años. El castillo de la ciudad fue destruido por completo en 1657 por los suecos. Hasta 1795 Kraśnik pertenecía a Lublin, pero luego pasó a manos de Austria debido a las Particiones de Polonia. Desde 1815 hasta 1915 la ciudad formó parte del Imperio Ruso tras fundarse la Polonia del Congreso. En agosto de 1914, durante la Primera Guerra Mundial, se libró en Kraśnik una batalla entre Rusia y Austria-Hungría para luchar por el control de Galitzia.
En 1938 Kraśnik fue seleccionado como sede de una fábrica de municiones. La fábrica no había apenas empezado a producir armamento cuando estalló la Segunda Guerra Mundial al año siguiente. Durante la ocupación alemana, fue utilizada para la fabricación de piezas para aviones Heinkel y otros fines armamentísticos. Después de la guerra, en 1948, la fábrica se puso en marcha de nuevo por iniciativa de la empresa Tsubaki - Hoover Polska.
La población judía de Kraśnik superaba los 5.000 habitantes, obligando a muchos de ellos a trabajar a la fuerza en el campo de trabajo de Budzyn, al oeste de la ciudad. Finalmente, los judíos de Kraśnik fueron llevados al campo de exterminio de Majdanek.

## Atracciones
- Castillo de Zamoyski. Ruinas del castillo de la ciudad, que data del siglo XVII.
- Iglesia-Hospital del Espíritu Santo. Hospital de estilo barroco del siglo XVIII reconvertido en Iglesia.
- Gran Sinagoga de Kraśnik. Kraśnik fue un importante centro de la cultura judía antes de la Segunda Guerra Mundial; la Gran Sinagoga de Kraśnik, fechada a mediados del siglo XVIII, posee una inusual distribución, debido a que fue erigida entre dos pequeñas sinagogas. Actualmente se encuentra en pleno proceso de remodelación.
- Calle Podwalna. A lo largo de la calle se encuentran las ruinas de las antiguas fortificaciones de la ciudad. Fueron erigidas entre el siglo XIV y el siglo XV.